# Josef Kutra
Josef Kutra (8. září 1955 – 28. srpna 1984 Brno) byl český automechanik, který v roce 1984 zemřel při snaze o přelet státní hranice do Rakouska při útěku z Československa.
Narodil se v roce 1955. V mládí se vyučil automechanikem, později pracoval jako řidič. Byl ženatý, se svou ženou měl dvě děti. Bydlel v Olomouci. Spolu se svým kamarádem Jiřím Jedličkou se zřejmě na začátku roku 1984 rozhodl z Československa uprchnout do Spojených států amerických. Za tímto účelem po dobu asi šesti měsíců spolu s Jedličkou zkonstruoval rogalo, kterým chtěl v noci přeletět státní hranici na železné oponě.
Kolem druhé hodiny ranní 28. srpna 1984 dvojice v letounu vzlétla u Klentnic, nicméně zřejmě v důsledku prasklého vrtulového listu letoun krátce po startu havaroval v nedalekém lese. Kutra při pádu utrpěl velmi těžká zranění a byl v hlubokém bezvědomí. Byl sice Jedličkovými příbuznými převezen do nemocnice v Brně, tam však svým těžkým zraněním o několik hodin později podlehl. Jedlička byl poté odsouzen k třiceti měsícům odnětí svobody. Kutra se stal jednou z posledních obětí železné opony.